# リチャード・サラザール
リチャード・ヘスス・サラザール・ダ・シルバ（Richard Jesus Salazar da Silva、1981年9月6日 - ）は、ベネズエラ・カラカス出身の元プロ野球選手（投手）。左投左打。

## 経歴

### プロ入りとオリオールズ傘下時代
2001年のMLBドラフトでボルチモア・オリオールズからドラフト13巡目（全体383位）で指名され、プロ入り。
最高でAAA級まで昇格したがメジャーでプレーすることなく、2007年10月29日にFAとなった。

### 独立リーグ時代
2008年は、アメリカン・アソシエーションのウィチタ・ウィングナッツと契約を結んだ。
2009年シーズン途中に、同リーグのシュリーブポート・ボージャー・キャプテンズへ移籍した。
2011年シーズン途中に、同リーグのスーフォールズ・ファイティングフェザンツへ移籍した。
2012年9月に、第3回WBC予選のスペイン代表に選出された。
2013年3月には、第3回WBC本戦のスペイン代表に選出された。3月8日のプエルトリコ戦（ゲーム2）では、2番手として5回を投げ無失点に抑えている。シーズンでは10勝3敗の好成績を残したものの、この年限りでチームを退団した。
2014年からはカナディアン・アメリカン・リーグのロックランド・ボールダーズでプレーし、2016年まで3年連続二けた勝利を達成するなど投手陣の柱としてチームを支えた。
2017年限りでチームを退団し現役を引退した。

### 現役引退後
2018年にミネソタ・ツインズ傘下AA級チャタヌーガ・ルックアウツと傘下ルーキー級GCLツインズの投手コーチに就任した。
2019年は傘下ルーキー級エリザベストン・ツインズの投手コーチ、2021年からはA+級シーダーラピッズ・カーネルズの投手コーチを歴任している。

## 詳細情報

### 代表歴
- 2013 ワールド・ベースボール・クラシック・スペイン代表
- 2017 ワールド・ベースボール・クラシック・スペイン代表